# 芬兰行政区
芬兰划分为19个行政区（芬蘭語：maakunta）。这些行政区设有区域理事会来协调区内市镇之间的合作。行政区的主要职能是区域计划、企业发展、教育。除此之外，公共卫生服务也通常基于行政区来组织的。区域理事会是由各市镇议会选出代表，每个市镇的代表人数跟其居民人口数量比例来决定。

## 奥兰
奥兰区跟其它区相比具有特殊地位，它是一个自治区，有着自己的议会和本地法律。奥兰的历史独特，且居民中绝大多数人的母语是瑞典语。该区的唯一官方语言是瑞典语，而在芬兰大陆芬兰语和瑞典语共同享有官方语言的地位。奥兰区有自己的政府，政府首脑为奥兰总理。在芬兰大陆大多数由芬兰政府行使的权力在奥兰由相关机构独立运作。奥兰居民为芬兰议会选举出一名自己的代表，芬兰政府则任命奥兰区长在奥兰代表芬兰中央政府。奥兰是一个非軍事區，其居民也无须在芬兰国防军中服役。

## 中央政府在地方的代表
由于在法律上地方事务是由市镇来管理的，因此区域理事会是由市镇授权来管理一些市镇之间需要合作的事务。有些地方事务在法律上是由中央政府来管理的。中央政府为了管理的方便，另外在芬兰大陆设立了15个企业交通环保中心（芬蘭語：Elinkeino-, liikenne- ja ympäristökeskus，简称）。这些企业交通环保中心的职责是管理地方的劳动市场、农业、渔业、森林业和企业事务。一个企业交通环保中心一般覆盖一个或多个行政区，劳工企业部、交通通讯部和环境部在这些中心合署办公。另外芬兰国防军的区域办公室负责本区域的防卫准备和征兵管理工作。

## 区份
| 徽章                 | 中文名       | 芬蘭语名稱 | 瑞典语名稱 | 首府           | 地圖         |
| -------------------- | ------------ | ---------- | ---------- | -------------- | ------------ |
| Lapland              | 拉普蘭區     |            |            | 羅瓦涅米       | 芬蘭各行政區 |
| North Ostrobothnia   | 北波赫扬马区 |            |            | 奧盧           | 芬蘭各行政區 |
| Kainuu               | 凱努區       |            |            | 卡亞尼         | 芬蘭各行政區 |
| North Karelia        | 北卡累利阿區 |            |            | 約恩蘇         | 芬蘭各行政區 |
| North Savonia        | 北薩沃區     |            |            | 庫奧皮奧       | 芬蘭各行政區 |
| South Savonia        | 南薩沃區     |            |            | 米凱利         | 芬蘭各行政區 |
| South Ostrobothnia   | 南波赫扬马区 |            |            | 塞伊奈約基     | 芬蘭各行政區 |
| Central Ostrobothnia | 中波赫扬马区 |            |            | 科科拉         | 芬蘭各行政區 |
| Ostrobothnia         | 波赫扬马区   |            |            | 瓦薩           | 芬蘭各行政區 |
| Pirkanmaa            | 皮尔坎马区   |            |            | 坦佩雷         | 芬蘭各行政區 |
| Central Finland      | 中芬蘭區     |            |            | 于韋斯屈萊     | 芬蘭各行政區 |
| Satakunta            | 薩塔昆塔區   |            | [ 1 ]      | 波里           | 芬蘭各行政區 |
| Finland Proper       | 芬兰本部区   |            |            | 圖爾庫         | 芬蘭各行政區 |
| South Karelia        | 南卡累利阿區 |            |            | 拉彭兰塔       | 芬蘭各行政區 |
| Päijänne Tavastia    | 派耶特海梅区 |            |            | 拉赫蒂         | 芬蘭各行政區 |
| Tavastia Proper      | 坎塔海梅區   |            |            | 海門林納       | 芬蘭各行政區 |
| Uusimaa              | 新地區       |            |            | 赫爾辛基       | 芬蘭各行政區 |
| Kymenlaakso          | 屈米河谷区   |            |            | 科特卡, 科沃拉 | 芬蘭各行政區 |
| Åland                | 奥兰区       |            |            | 瑪麗港         | 芬蘭各行政區 |

東新地區已於2011年1月1日合併至新地區。